# 金原二郎ショー
『金原二郎ショー』（きんばらじろうショー）は、1970年10月5日から1972年3月31日まで日本テレビ系列局で放送されていた日本テレビ製作の朝のワイドショーである。当初はモノクロ放送だったが、1971年1月4日からカラー放送となった。

## 概要
『奥さまハプニングサロン』と『朝のワイドショー ○○と90分』に続く日本テレビ朝のワイドショーの第3弾。過去の2番組が司会者が日替わりだったのに対し、当時『底ぬけ脱線ゲーム』の司会で人気を上げていた金原二郎を一貫した司会者に起用。現職の局アナウンサーを起用するのは、民放では本番組が初だった。

## 放送時間
いずれも日本標準時。
| 期間      | 期間      | 時間                      |
| --------- | --------- | ------------------------- |
| 1970.10.5 | 1971.4.2  | 平日 9:30 - 10:45（75分） |
| 1971.4.5  | 1972.3.31 | 平日 9:00 - 10:25（85分） |

## 出演者

### 司会
- 金原二郎（当時日本テレビアナウンサー）

### アシスタント
- 初期：宮崎恭子
- 中期：河内桃子
- 中期以降：福留功男（当時日本テレビアナウンサー）
- 末期：野添ひとみ

### ニュースキャスター
- 酒井幸雄
- 田英夫（1971年8月3日から火・木に出演）[3]

## エピソード
1971年4月、最高裁で罷免された司法修習生・阪口徳雄と母親をゲストに招くコーナーが前日になって「阪口さんを出すなら、最高裁の判事を出さなければ公正ではない。しかしそれはできないし、素材としてまずい。」という阿木制作本部長の指示で中止になった。